# Стопіра
Стопіра (порт. Stopira, нар. 20 травня 1988, Прая) — кабовердійський футболіст, захисник угорського клубу «Фегервар» та збірної Кабо-Верде. 

## Клубна кар'єра
У дорослому футболі дебютував 2006 року виступами за команду клубу «Спортінг» (Прая), в якій провів два сезони. 
Своєю грою за цю команду привернув увагу представників тренерського штабу клубу «Санта-Клара», до складу якого приєднався 2008 року. Відіграв за клуб з Азорських островів наступні два сезони своєї ігрової кар'єри.
У 2010 році уклав контракт з клубом «Депортіво Б», у складі якого провів наступний рік своєї кар'єри гравця. Більшість часу, проведеного у складі другої команди «Депортіво», був основним гравцем захисту команди.
З 2011 року один сезон захищав кольори команди клубу «Фейренсі». 
До складу клубу «Відеотон» (нині — «Фегервар») приєднався 2012 року.

## Виступи за збірну
У 2008 році дебютував в офіційних матчах у складі національної збірної Кабо-Верде.
У складі збірної був учасником Кубка африканських націй 2015 року в Екваторіальній Гвінеї та Кубка африканських націй 2021 року в Камеруні.

## Титули і досягнення
- Чемпіон Угорщини (2): 2014-15, 2017-18
- Володар Суперкубка Угорщини: 2012
- Володар Кубка Угорщини: 2018-19